# Vira Gambarogno
Vira Gambarogno (Vira) är en ort vid sjön Lago Maggiore i kommunen Gambarogno i kantonen Ticino, Schweiz. 
Vira Gambarogno var tidigare en egen kommun, men den 25 april 2010 bildades den nya kommunen Gambarogno genom en sammanslagning av San Nazzaro och åtta andra kommuner. 